# 罗宾德拉纳特·泰戈尔

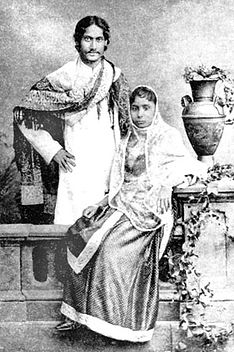
泰戈尔和他的妻子（1883年）

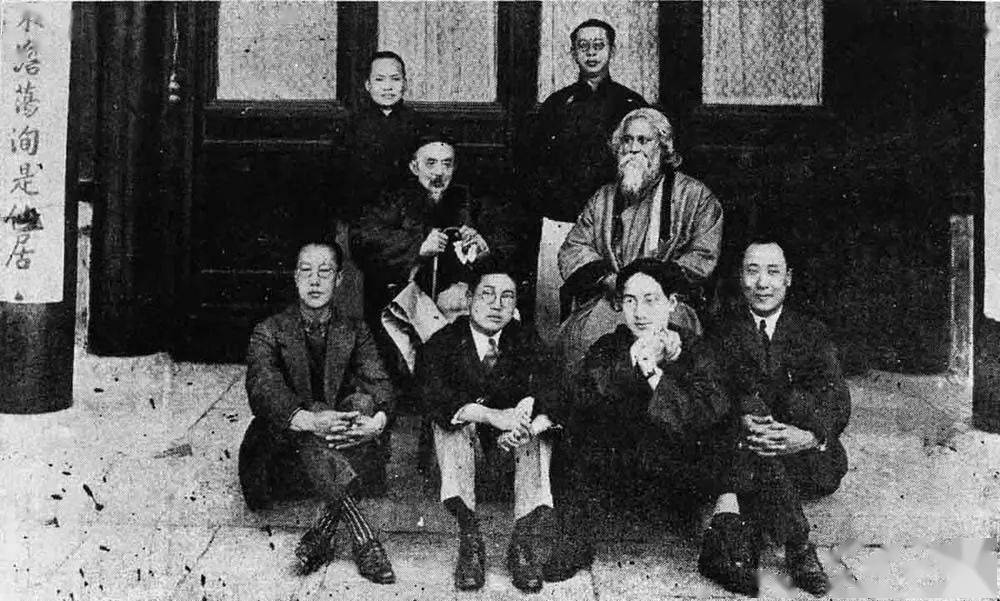
1924年在清华大学讲学

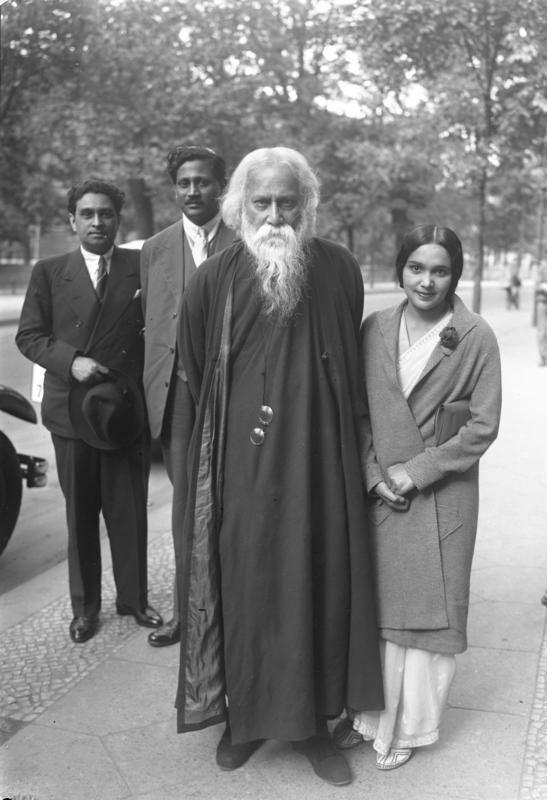
1931年在德国

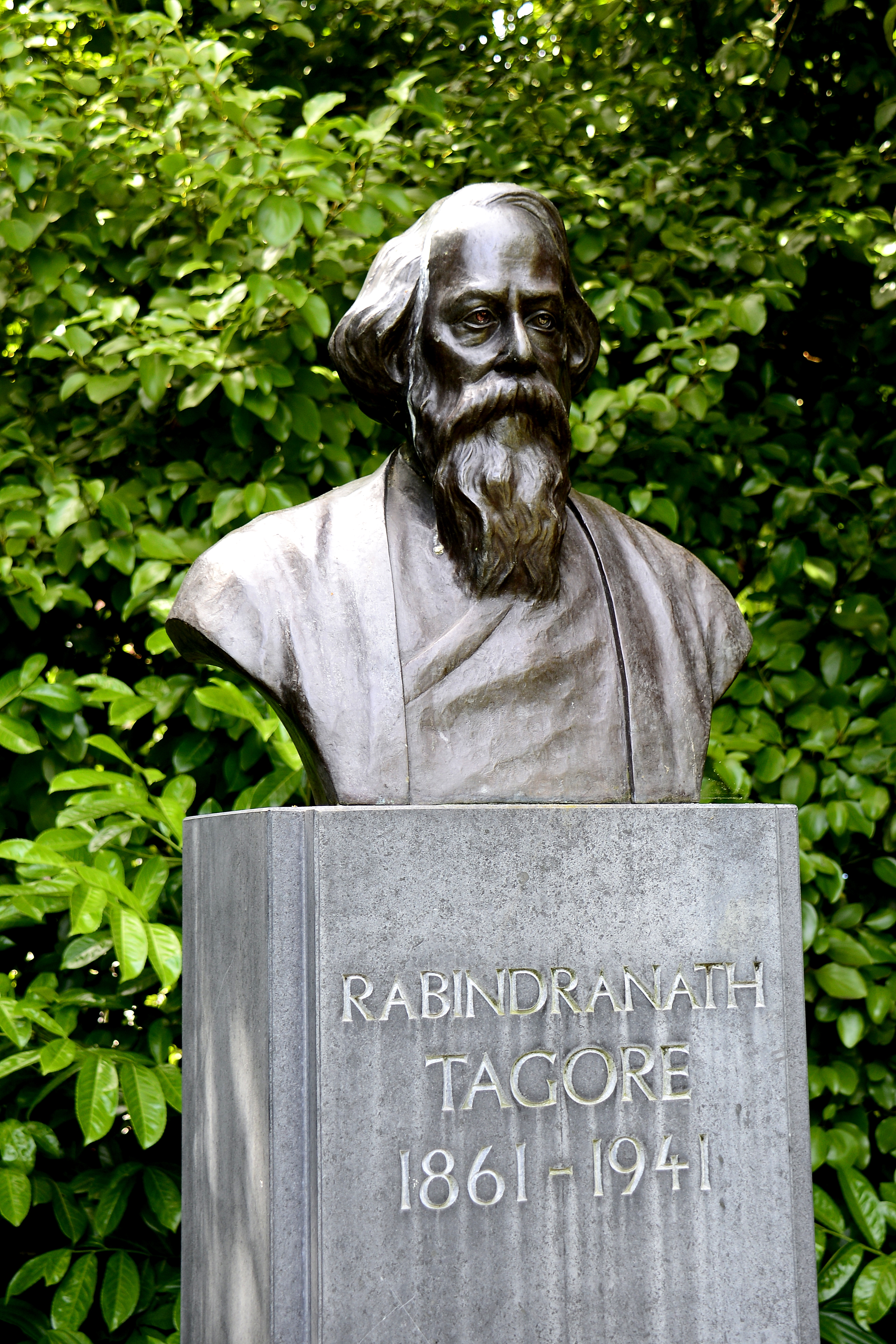
泰戈尔的半身塑像，位于爱尔兰都柏林的圣斯蒂芬绿地

罗宾德拉纳特·泰戈尔（1861年5月7日—1941年8月7日），孟加拉族文学家、音樂家、哲学家和反现代民族主义者，1913年，他以《吉檀迦利》成为第一位获得诺贝尔文学奖的亚洲人。
在西方国家，泰戈尔一般被看作是一位诗人，而很少被看做一位哲学家，但在印度則兩者皆是，因他的诗中含有深刻的宗教和哲学的见解。对泰戈尔来说，他的诗是他奉献给神的礼物，而他本人是神的求婚者。他的诗在印度享有史诗的地位。他本人被许多印度教徒看作是一个圣人。

## 生平
泰戈尔出生于英属印度时加尔各答一个受到良好教育的家庭，家庭属于商人兼地主，婆罗门种姓。他的父亲戴宾德纳特·泰戈尔是一位地方的印度教宗教领袖。泰戈尔是家中的第14子。
泰戈尔8岁开始写诗，12岁开始写剧本，15岁发表了第一首长诗《野花》，17岁发表了叙事诗《诗人的故事》。1878年赴英国倫敦大學學院（UCL）留学，1880年回国专门从事文学活动。1886年，他发表《新月集》，成为印度各級學校必选的文学教材。这期间，他还撰写了许多抨击英国殖民统治政论文章。
泰戈尔在印度独立运动的初期支持这个运动，但后来他与这个运动疏远了。为了抗议1919年阿姆利則慘案，他拒绝了英国国王授予的骑士头衔，他是第一个拒绝英王授予荣誉的人:p209-。
他反对英国在印度建立起来的教育制度，反对这种“人为”的、完全服从的、死背书、不与大自然接触的学校。为此他在他的故乡建立了一个按他的设想设计的学校，这是维斯瓦·巴拉蒂大学的前身。
泰戈尔做过多次旅行，这使他了解到许多不同的文化以及它们之间的区别。他对东方和西方文化的描写至今为止是这类描述中最细腻的之一。1941年，泰戈爾在其生日留下控诉英国殖民统治和相信祖国必将获得独立解放的著名演講《文明的危机》，數個月後与世长辭，享壽80岁。

## 文學成就
除诗外泰戈尔还写了小说、小品文、游记、话剧和2000多首歌曲。他的诗歌主要是用孟加拉语写成，在孟加拉语地区，他的诗歌非常普及。他的散文的内容主要是社会、政治和教育，他的诗歌，除了其中的宗教内容外，最主要的是描写自然和生命。在泰戈尔的诗歌中，生命本身和它的多样性就是欢乐的原因。同时，他所表达的爱（包括爱国）也是他的诗歌的内容之一。
印度國歌《人民的意志》和孟加拉国国歌《金色的孟加拉》都使用了泰戈尔的诗。威尔弗雷德·欧文和威廉·勃特勒·叶芝被他的诗深受感动，在叶芝的鼓励下，泰戈尔亲自将他的《吉檀迦利》译成英语，1913年他为此获得了诺贝尔文学奖。
泰戈爾是印度近代中、短篇小說的創始人。他的小說多取材於孟加拉河流域，多以抨擊殖民主義統治，斥責封建道德習俗為主題。《太陽與烏雲》、《飢餓的石頭》、《妻子的信》都是永遠受人喜愛的名篇。世人一致認為長篇小說《沈船》、《戈拉》是泰戈爾長篇小說的代表作，是孟加拉语最偉大的小說。《沈船》通過青年大學生羅梅西曲折複雜的戀愛、婚姻故事，揭示了封建婚姻制度與爭取婚姻自主的青年男女之間的尖銳矛盾，批判了包辦婚姻以及青年男女婚前不允許見面的陋習。《戈拉》則通過著力塑造愛國知識分子戈拉的形象，提出了消除宗教偏見，實現各民族解放才是愛國主義的課題。兩部小說所提出的問題，都是當時印度社會迫切需要解決的問題，具有重要的現實意義。

## 思想
泰戈爾的思想植基於古印度的泛神論，吸收了《奧義書》和《神贊》裏人神一體、人我交融的哲學，用詩的語言，對生命加以肯定和禮讚。在他的诗歌中，泰戈尔也表达出了他对战争的绝望和悲痛，但他的和平希望没有任何政治因素，他希望所有的人可以生活在一个完美的和平的世界中。

## 作品
泰戈尔以他的詩集聞名，不過他也寫過小說、評論、短篇故事、遊記、劇本以及上千首歌。在泰戈尔的散文中，短篇故事是最受大家重視的。他的作品以其節奏、流暢及樂觀著稱。許多的故事都是來自看似簡單的題材：平民。泰戈尔非小說的作品中包括了歷史、語言學及性靈層面的事物。泰戈尔也寫過自傳，他的遊記、評論及演講彙編成幾卷，包括Europe Jatrir Patro（來自歐洲的信）及Manusher Dhormo (人的信仰)。他和愛因斯坦的談話 "Note on the Nature of Reality"放在附錄中。在泰戈爾誕辰150週年時，他所有的作品依年代順序以孟加拉語出版，總共約八卷。2011年時哈佛大学出版社和維斯瓦·巴拉蒂大學一起出版了《The Essential Tagore》，是泰戈尔作品英文選集中最完整的一份。

### 诗集
- 《故事诗集》（1900）
- 《新月集》 （1903）
- 《吉檀迦利》（頌歌集）（1910）
- 《园丁集》（1913）
- 《漂鸟集》（飞鸟集）（1916）
- 《流萤集》（1928）
- 《边缘集》（1938）
- 《生辰集》（1941）

### 小說
- 短篇《還債 (泰戈爾)》（1891）、 《弃绝》（1893）、《素芭》（1893）、《人是活着，还是死了？》（1892）、《摩诃摩耶》（1892）、《太阳与乌云》 （1894）
- 中篇《四个人》（1916）
- 长篇《沉船》（1906）、《戈拉》（1910）、《家庭与世界》（1916）、《两姐妹》（1932）

### 剧作
- 《顽固堡垒》（1911）
- 《摩克多塔拉》（1925）
- 《人红夹竹桃》（1926）

### 散文
- 《死亡的贸易》（1881）
- 《中国的谈话》（1924）
- 《俄罗斯书简》（1931）

### 歌曲
- 印度國歌《人民的意志》
- 孟加拉國歌《金色的孟加拉》

## 评价
作家冰心：“泰戈尔是贵族出身，家境优越，自幼受过良好教育。他的作品感情充沛，语调明快，用辞华美。格调也更天真，更欢畅，更富神秘色彩。而纪伯伦是苦出身，他的作品更像一个饱经沧桑的老人在讲为人处世的哲理，于平静中流露出淡淡的悲凉。”

### 引用
1. ↑  . 中國網. 2008-10-07  [2014-10-27]. （原始内容存档于2019-01-20） （中文）.
2. 1 2  李奎. . 中国社会出版社. 10 October 2014: 278–. GGKEY:GWH1NZEDWAG.:p278-
3. ↑  . 云南省社会科学界联合会. 2012-07-16  [2014-10-27]. （原始内容存档于2014-10-27） （中文）.
4. ↑  . 三聯生活.   [2014-10-27]. （原始内容存档于2021-03-12） （中文）.
5. ↑  . BBC中文網. 2013-12-03  [2014-10-27]. （原始内容存档于2021-04-22）.
6. ↑  劉建. . City University of HK Press. 1 May 2010: 129–. ISBN 978-962-937-159-3.
7. ↑  .   [2014-10-27]. （原始内容存档于2013-11-30）.
8. ↑  . NationalAnthems.me.   [2011-08-09]. （原始内容存档于2021-04-11）.
9. ↑  . Nobel prizes.   [2014-10-27]. （原始内容存档于2018-08-10） （英语）.
10. ↑  孟憲忠. . 智慧大学出版社. 1993. ISBN 978-957-9031-61-5.:p.51-52
11. ↑  張灝：《時代的探索》（台北：聯經出版事業股份有限公司，2004），頁123。
12. ↑  Pandey 2011.
13. ↑  , Harvard University Press,   [19 December 2011], （原始内容存档于2021-03-12）
14. ↑  . 彭龄 、章谊. 凤凰网.   [2012年2月6日]. （原始内容存档于2021年2月21日） （中文（简体））.

## 延伸閱讀
书籍
- Chaudhuri, A, , Vintage, 2004, ISBN 978-0-375-71300-2.
- Deutsch, A; Robinson, , Monthly Review Press, 1989, ISBN 978-0-233-98359-2.
- Deutsch, A (editor); Robinson, , Cambridge University Press, 1997, ISBN 978-0-521-59018-1.
- Tagore, R, , Macmillan India Ltd, 2000, ISBN 978-0-333-93575-0.

Analyses
- ... and His India, The New York Review of Books
- Ezra Pound: "Rabindranath Tagore" （页面存档备份，存于）, The Fortnightly Review
- ... Current Articles （页面存档备份，存于）, Parabaas
- ... The Founder, Visva-Bharati University
- Mary Lago Collection, University of Missouri

有聲書
- Sadhana: ... （页面存档备份，存于）, LibriVox

談話
- ... with Albert Einstein and H. G. Wells, School of Wisdom

文字
- ... at Bichitra: Online Tagore Variorum（页面存档备份，存于）
- ... at Project Gutenberg（页面存档备份，存于）
- ... at South Asian American Digital Archive (SAADA)[]
- ... at SNLTR
- ... at Tagore Web（页面存档备份，存于）
- ... at Wikilivres